# Ethylbenzen
Ethylbenzen là một hợp chất hydrocarbon thơm có công thức phân tử C8H10. Ethylbenzen là đồng phân hydrocarbon thơm của o-xilen, m-xilen và p-xilen. Tương tự toluen, ethylbenzen có các phản ứng thế nhân khi có mặt bột Fe, thế nhánh khi đưa ra ngoài ánh nắng, cộng H2 khi có xúc tác nickel, bị oxy hóa mạch nhánh khi đun cách thủy với dung dịch KMnO4. Ethylbenzen được sử dụng chủ yếu trong công nghiệp hóa dầu để sản xuất styren (từ styren có thể chế tạo một trong những loại nhựa phổ biến nhất - polystyren)